# Парламентские выборы в Лихтенштейне (1978)

Парламентские выборы 1978 года в Лихтенштейне проходили 3 февраля. Ландтаг включал 15 мест, представлявшие 2 избирательных округа: 9 из Верхней страны и 6 — из Нижней.
Большинство получил Патриотический союз, обеспечив себе в Ландтаге 8 мест из 15, хотя Прогрессивная гражданская партия получила больше голосов избирателей. Явка избирателей составила 95,7 %. В выборах могли участвовать только мужчины, достигшие 20 лет и проживавшие в стране не менее 1 месяца перед выборами.

## Результаты
| Партия                             | Партия                             | Голосов | %     | Мест | +/-  |
| ---------------------------------- | ---------------------------------- | ------- | ----- | ---- | ---- |
|                                    | Прогрессивная гражданская партия   | 18 872  | 50,85 | 7    | -1 ▼ |
|                                    | Патриотический союз                | 18 244  | 49,15 | 8    | +1 ▲ |
| Недействительных/пустых бюллетеней | Недействительных/пустых бюллетеней | 45      | —     | —    | —    |
| Всего                              | Всего                              | 4 625   | 100   | 15   | 0    |

* Каждый избиратель имеет столько голосов, сколько мест в парламенте, поэтому общее 
количество голосов, отданных за различные партии, больше, чем количество избирателей.